# Афипски
Афипски (рус. Афипский) насељено је са званичним статусом варошице (рус. посёлок городского типа) на југу европског дела Руске Федерације. Налази се у југозападном делу Краснодарске покрајине и административно припада њеном Северском рејону.
Према подацима националне статистичке службе РФ за 2017, у вароши је живело 20.585 становника.

## Географија
Варошица Афипски се налази у југозападном делу Краснодарске покрајине, уз саму границу са Адигејом, на свега око 16 км југозападно од покрајинске престонице Краснодара, односно на двадесетак километара североисточно од станице Северскаја, рејонског центра. Лежи на левој обали реке Афипс, притоке Кубања, 3 км јужније од Шапсушког језера, на подручју алувијалне Закубањске равнице, на надморској висини од 24 метра.
Кроз варошицу пролазе друмски правац А146 и железничка пруга на релацији Краснодар—Новоросијск.

## Историја
Претходница савременог насеља било је мање војничко утврђење Георгије-Афипско које се периоду између 1830. и 1855. налазило на десној обали Афипса, насупрот савременог насеља.
У лето 1865. на левој обали Афипса основана је станица Георгиј-Афипскаја коју су се населили припадници козачког покрета са својим породицама. Током 1885. у станици је подигнута прва православна црква, а три године касније кроз њу је прошла и железничка пруга која се протезала од Јекатеринодара до Новоросијска. У исто то време станица постаје значајним трговачким центром.
Одлуком локалних покрајинских власти од 15. априла 1958. станица Георгиј-Афипскаја добија административни статус радничке варошице и ново име, Афипски.

## Демографија
Према подацима са пописа становништва 2010. у варошије живело 18.969 становника, а према проценама за 2017. тај број је порастао на 20.585 житеља.
| 1917.  | 1959. | 1970.  | 1979.  | 1989.  | 2002.  | 2010.  | 2017.  |
| ------ | ----- | ------ | ------ | ------ | ------ | ------ | ------ |
| 15.995 | 9.923 | 13.623 | 14.975 | 15.995 | 17.977 | 18.969 | 20.585 |

## Привреда
Најважнији привредни објекат у варошио је рафинерија нафте и гасе која је са радом започела још 1964. године.